# 顏玉瑩家族
顏玉瑩家族是著名的華商家族，祖籍福建省漳州市海澄镇，以生產白花油聞名。

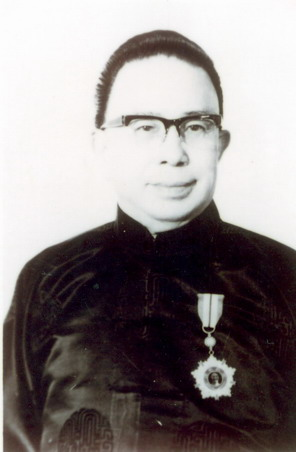
顏玉瑩真像

## 家族成員
- 顏玉瑩先生 = 劉昆珠女士（元配）
  - 顏福星先生（長房） 
    - 顏為善先生（長孫） = 邱碧錦女士
      - 顏清輝先生（曾孫）
      - 顏清泉先生（曾孫）

  - 顏福偉先生（二房）
  - 顏福健先生（二房）
  - 顏福成先生（三房）

## 相關
- 白花油
- 白花油國際有限公司

## 外部連結
- 白花油台灣 （页面存档备份，存于）
- 白花油香港 （页面存档备份，存于）